# 프로젝트46

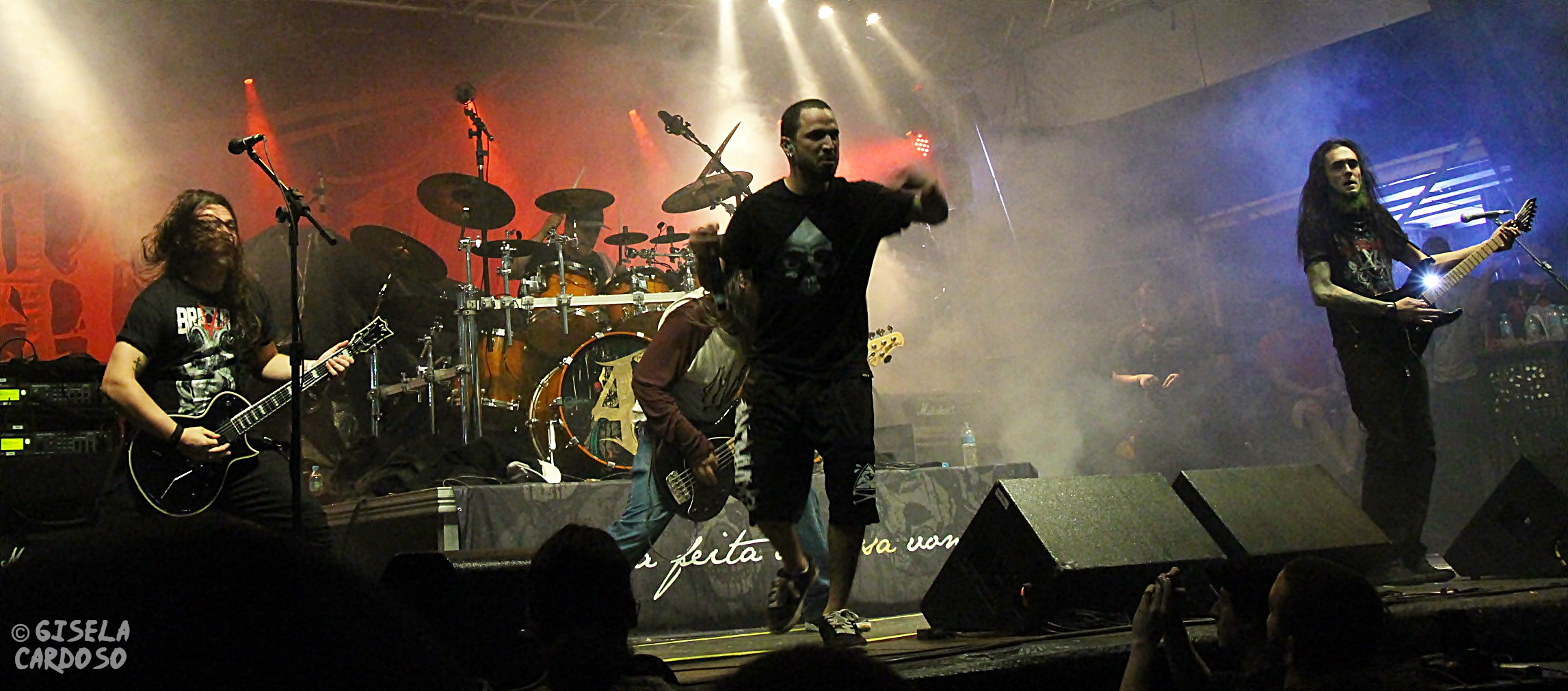
2014년 모습

프로젝트46(Project46)은 브라질 상파울루 출신의 헤비메탈 밴드이다. 기타리스트이자 어린 시절 친구인 진 패튼(Jean Patton)과 비니시우스 카스텔라리(Vinicius Castellari)가 2008년에 결성한 이후 이 5인조는 EP 1장과 정규 앨범 3장을 발표했으며 브라질과 남미 전역에서 여러 대규모 록 및 메탈 페스티벌에서 연주했다. 정치적, 사회적으로 논란이 많은 가사로 알려진 프로젝트46의 인기는 브라질 이외의 지역에서 꾸준히 증가하고 있다. 이 밴드는 2014년 앨범 Que Seja Feita a Nossa Vontade에서 "Caos Renomeado"를 연주한 시리우스 XM 라디오의 리퀴드 메탈(Liquid Metal)의 호세 망긴(José Manguin)에 의해 2015년 미국 위성 라디오에서 데뷔했다.
프로젝트46은 2015년 9월 24일 리우데자네이루에서 열린 락 인 리오 30주년 기념 행사에서 헤일스톰, 램 오브 갓 및 데프톤스의 오프닝으로 연주되었다.

## 음반
- If You Want Your Survival Sign Wake up Tomorrow (2009; EP)
- Doa a Quem Doer (2011)
- Live at Inferno Club (2012; Live album)
- Que Seja Feita a Nossa Vontade (2014)
- TR3S (2017)